# Der unmögliche Herr Pitt
Der unmögliche Herr Pitt ist ein deutscher Abenteuer- und Kriminalfilm von und mit Harry Piel aus dem Jahre 1938.

## Handlung
Die beiden Kumpel Tom und Tim haben sich bei einer handfesten Keilerei in einer tunesischen Hafenkneipe kennengelernt. Da sie bei ihrer Verhaftung keine Ausweispapiere dabei haben, werden sie kurzerhand eingekerkert und zur Zwangsarbeit verdonnert. Tom und Tim brechen aus dem Knast aus und schnappen sich ein kleines Boot, um vor der Polizei zu entfliehen. Dabei rammen sie aus Versehen die Stella, eine edle, vor Anker liegende Großjacht. Beide Kumpel retten sich auf das Schiff und verstecken sich dort. Die Besitzerin ist eine gewisse Lucienne Cay, verehelichte Pitt; eine Upper-Class-Lady, deren Vater Thomas Cay der Präsident des hiesigen Minensyndikats ist. Als man Tom für ihren Ehemann Herrn Pitt hält, lässt Tom die Leute im Glauben daran und gibt Order, sofort in See zu stechen, obwohl noch die halbe Mannschaft auf Landgang ist.
Als Lucienne ihren „Ehemann“ erstmals sieht, erkennt sie in ihm sofort den Sträfling Tom, den sie unlängst als Zwangsarbeiter gesehen hat. Da ihr seine Impertinenz und sein kesses Selbstbewusstsein imponieren, sie ihn auch sonst ganz schmuck findet und sie ihren wirklichen Ehemann, Herrn Pitt, nur ihrem Vater zuliebe geheiratet hat, belässt Lucienne es schmunzelnd bei Toms Notlüge und lässt ihn nicht auffliegen. Bald kommt es auf der Stella zu merkwürdigen Zwischenfällen; offensichtlich verübt jemand Sabotage. Tom geht der Sache auf den Grund und kann, unter Einsatz seines Lebens, die Explosion eines Dampfkessels verhindern. Auch die Funkanlage wurde zerstört. Als ein Polizeischiff seitlich anlegt, weiß Tom, dass nicht nur ein Saboteur an Bord ist, sondern dass dieser Mann offensichtlich von seiner wahren Identität weiß und kurz vor der Zerstörung des Funkgerätes die Polizei alarmiert haben muss. Tim bereitet derweil seine und Toms Flucht vor, indem er ein Beiboot klarmacht. Doch dabei wird er von einem Unbekannten niedergeschlagen, der sich gleich darauf mit dem Beiboot absetzt.
Da die Polizei Tom und Tim nicht als ebendiese identifizieren können, legt der Polizeikreuzer unverrichteter Dinge wieder ab. Keiner der Polizisten ahnt, dass sich die beiden Gesuchten auf ihr Schiff geschmuggelt haben. An Land auf Sizilien entdeckt Tim José Galvez, von dem er glaubt, dass er es war, der ihn auf der Stella niedergeschlagen hatte. Auch Tom hat noch ein Hühnchen mit Galvez zu rupfen. Zwischen den beiden kommt es daraufhin zu einer Schlägerei, und die dazueilende Polizei nimmt alle drei in Gewahrsam. Es stellt sich heraus, dass Galvez einst Toms Papiere gestohlen hatte und anschließend in seine Rolle schlüpfte. Denn der wahre Herr Pitt ist Tom und mit dem ist Lucienne, ohne es bislang gewusst zu haben, nun tatsächlich rechtmäßig verheiratet. Da beide aneinander Gefallen gefunden haben, beschließen sie, nichts an diesem Zustand zu ändern.

## Produktionsnotizen
Der unmögliche Herr Pitt entstand als Auftragsarbeit der Terra-Filmkunst von Mitte November bis Mitte Dezember 1937 an der dalmatinischen Küste, in Split und auf der Insel Hvar sowie Anfang Januar im Neubabelsberger UFA-Atelier. Am 16. April 1938 in Braunschweig uraufgeführt, wurde der Film in Berlin erstmals am 21. Mai 1938 in drei Uraufführungstheatern gezeigt. 1950 durchlief der Film eine FSK-Prüfung und wurde unter dem Titel Die Nacht der tausend Sensationen wieder in die Kinos gebracht. Am 24. August 1975 erfolgte die Fernseherstausstrahlung von Der unmögliche Herr Pitt im ZDF.
Die Filmbauten stammen von Hans Sohnle und Otto Erdmann, die Herstellungsgruppenleitung im Auftrage der Terra hatte Hans Conradi.
Georg Mühlen-Schultes Drehbuch lag sein eigener Roman zugrunde, der erst im Jahr der Uraufführung (1938) herausgebracht wurde. Außerdem orientierte sich Piel an eigenen, früheren Filmstoffen: Der stumme Zeuge (1917) und Der Fürst der Berge (1921).

## Kritik
Das Lexikon des internationalen Films schreibt: „In exotischem Milieu spielendes Kintopp-Abenteuer, etwas verworren, doch ausreichend spannend und amüsant.“